# Napfspitze (Zillertaler Hauptkamm)
Die Napfspitze (auch Dreiecketer, ital. Cima Cadini) ist ein 3144 m ü. A. hoher Berg im  Zillertaler Hauptkamm und liegt an der Grenze zwischen dem österreichischen Bundesland Tirol sowie der italienischen Provinz Südtirol. Sie wird 
noch weit seltener bestiegen als die beiden etwas höheren, bekannteren Nachbargipfel im Hauptkamm, die Wollbachspitze (3209 m) im Westen und der Rauchkofel (3251 m) im Osten.  Die Scharten zu diesen höheren Nachbarn sind relativ tief eingeschnitten, so dass die Napfspitze mit knapp 600 Metern Schartenhöhe ein sehr selbstständiger Gipfel ist.

## Lage

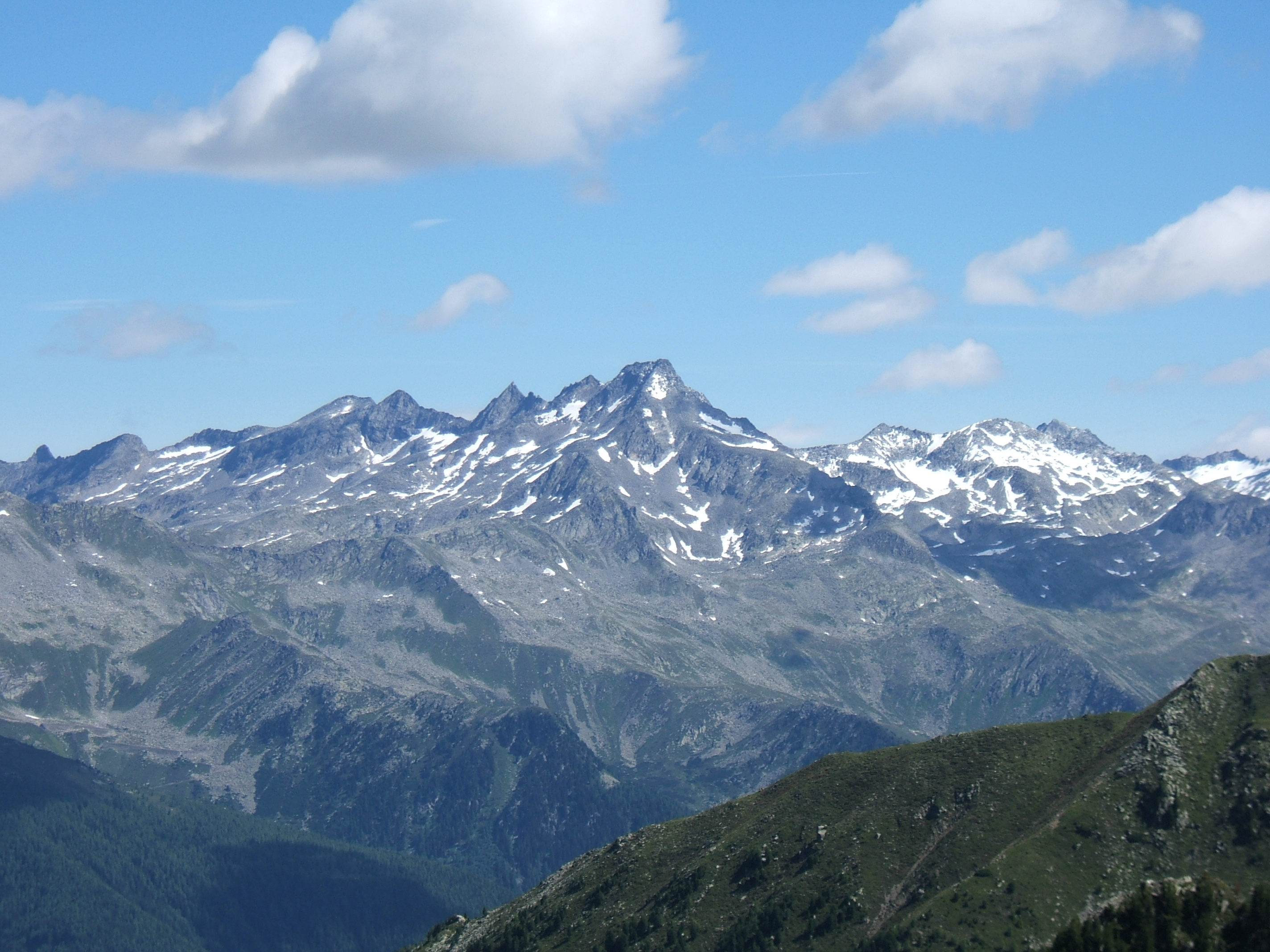
Die Napfspitze von Südwesten, vom Obersteiner Holm aus gesehen

Die Napfspitze ist Bestandteil des Zillertaler Hauptkamms, einer dominierenden Bergkette von über 3000 Meter hohen Gipfeln, die hier grob in Südwest-Nordost-Richtung verläuft. Gegen Norden löst sich an der Napfspitze vom Hauptkamm der lange Riblerkamm, der den Sundergrund und die Hundskehle voneinander trennt. Südwärts zweigt ein kurzer Seitenkamm ab, der das Walcherbachtal mit dem Walcherbachsee im Westen vom Grießbachtal mit dem Grießbachsee im Osten trennt und relativ schnell ins Ahrntal abfällt. Auf der Nordostseite befindet sich ein kleiner Gletscher, das Grießbachjochkees.

## Alpinismus
Erstmals bestiegen wurde die Napfspitze durch Reinhold Seyerlen mit Führer Stefan Kirchner am 15. Juli 1880, sie gelangten über den Südgrat zum Gipfel.
Es gibt verschiedene Anstiege, alle sind verhältnismäßig lang, über weite Strecken weglos und werden selten begangen. Der einfachste Anstieg führt vom Feuchtenberger Hof (1503 m) oberhalb des Weilers „in der Marche“ über die unbewirtschaftete Feuchtenberg- und Kapehlalm weiter weglos zum Walcherbachsee. Von diesem hält man sich in Richtung des Napfjochs (2818 m), an dem man den Südwestgrat des Berges erreicht. Über diesen geht es in leichter Kletterei zum Gipfel (I bis II). Vom gleichen Ausgangspunkt kann man auch über das Grießbachtal am gleichnamigen See vorbei das Grießbachjoch erreichen. Von dort führt der Anstieg über den Nordostgrat, der allerdings eine ausgesetzte Kletterstelle aufweist. Eine weitere Möglichkeit ist der Südgrat, den man sowohl vom Walcherbach- als auch vom Grießbachtal erreichen kann.
Ein anderer Anstieg, von Norden aus dem Zillergrund, startet am Wirtshaus in der Au. Es geht lang südwärts durch den Sundergrund auf markiertem Weg Richtung Mitterjoch. Diesen Weg verlässt man an der Stelle, wo der Wanderweg von östlicher in südliche Richtung abbiegt, und steigt durch das trümmerübersäte Blockgelände der Napfklamm und eine sandige Steilstufe zum Südwestgrat sowie über diesen zum Gipfel. Für diesen langen Anstieg sind 5 bis 7 Stunden Zeit einzuplanen.